# 蜂腰兰
蜂腰兰（学名：Bulleyia yunnanensis）为兰科蜂腰兰属下的一个种。其种加词 yunnanensis 意为“云南的”。